# Clermont-Soubiran
 Clermont-Soubiran  là một xã thuộc tỉnh Lot-et-Garonne trong vùng Nouvelle-Aquitaine phía tây nam nước Pháp. Xã này nằm ở khu vực có độ cao trung bình 103 mét trên mực nước biển.
Sông Barguelonne tạo thành phần lớn ranh giới đông nam.